# Romario Williams
Romario Williams (* 15. August 1994 in Portmore) ist ein jamaikanischer Fußballspieler, der als Stürmer eingesetzt wird.

## Werdegang

### Vereinskarriere
Romario Williams stammt aus Jamaika und studierte in den Vereinigten Staaten an der University of Central Florida, in deren Fußball-Auswahlteam er spielte. Insgesamt wurde er für die Universität 51-mal eingesetzt, dabei erzielte er 18 Tore und bereitete fünf weitere vor. Für seine Leistung erhielt Williams verschiedene Auszeichnungen.
Im MLS SuperDraft wurde Williams vom kanadischen Franchise Montreal Impact verpflichtet. Zuvor war er für die U23-Mannschaft von Orlando City aktiv gewesen. Sein erstes Spiel für Montreal Impact absolvierte er am 28. März 2015 gegen den Orlando City. SC. Um Williams die Möglichkeit, weitere Spielpraxis zu sammeln, zu bieten, spielte er in der Saison 2015 auch beim Farmteam FC Montréal in der United Soccer League. In der Saison 2016 spielte er auf Leihbasis bei Charleston Battery.
Zur Saison 2017 wechselte Williams zum neuen MLS-Franchise Atlanta United. Er kam im MLS-Team jedoch nicht zum Einsatz, sondern spielte wieder bei Charleston Battery, die als Farmteam von Atlanta United fungierten. In der Saison 2018 spielte Williams 17-mal für Atlanta United in der MLS, wobei er ein Tor erzielte und mit dem Team Meister wurde. Daneben spielte er beim neuen Farmteam Atlanta United 2.
Am 1. Juli 2019 wechselte Williams zur Columbus Crew. Bis zum Ende der Saison 2019 kam er 7-mal (ein Tor) in der MLS zum Einsatz.

### Nationalmannschaft
Williams wurde für die jamaikanische U-17-Auswahl nominiert und nahm mit ihr unter anderem an der U-17-Weltmeisterschaft in Mexiko teil. Sein Debüt in der jamaikanischen Fußballnationalmannschaft gab er am 13. November 2016.